# Contre-la-montre par équipes de cyclisme sur route aux Jeux olympiques d'été de 1964
Navigation
Rome 1960 Mexico 1968
Le 100 km contre-la-montre par équipes de cyclisme sur route des Jeux olympiques d'été de 1964, a lieu le 14 octobre 1964.

## Parcours
La course est disputée sur un circuit de 36,631 km autour de la ville de Hachiōji, dans la banlieue ouest de Tokyo. Les équipes font trois tours de circuit, soit une distance totale de 109,893 km. La ligne de départ et d'arrivée se trouve près du vélodrome de Hachioji (en), où ont lieu les épreuves de cyclisme sur piste.
Ce circuit est semblable à celui utilisé lors des Jeux asiatiques de 1958. La course sur route individuelle de ces Jeux olympiques en emprunte environ la moitié, et a la même ligne de départ et d'arrivée,.

## Classement
| Rang                                | Cyclistes                                                                       | Pays             | Temps              |
| ----------------------------------- | ------------------------------------------------------------------------------- | ---------------- | ------------------ |
| Médaille d'or, Jeux olympiques      | Evert Dolman, Gerben Karstens, Jan Pieterse, Bart Zoet                          | Pays-Bas         | 2 h 26 min 31 s 19 |
| Médaille d'argent, Jeux olympiques  | Severino Andreoli, Luciano Dalla Bona, Pietro Guerra, Ferruccio Manza           | Italie           | 2 h 26 min 55 s 39 |
| Médaille de bronze, Jeux olympiques | Sven Hamrin, Erik Pettersson, Gösta Pettersson, Sture Pettersson                | Suède            | 2 h 27 min 11 s 52 |
| 4                                   | Héctor Acosta, Roberto Breppe, Delmo Delmastro, Rubén Placanica                 | Argentine        | 2 h 27 min 58 s 55 |
| 5                                   | Youri Melikhov, Anatoli Olizarenko, Alexeï Petrov, Gainan Saidschushin          | Union soviétique | 2 h 28 min 26 s 48 |
| 6                                   | Marcel-Ernest Bidault, Georges Chappe, André Desvages, Jean-Claude Wuillemin    | France           | 2 h 28 min 52 s 74 |
| 7                                   | Flemming Hansen, Henning Petersen, Ole Højlund, Ole Ritter                      | Danemark         | 2 h 29 min 10 s 33 |
| 8                                   | José Goyeneche, José Manuel López, Mariano Diaz, Luis Pedro Santamarina         | Espagne          | 2 h 30 min 55 s 26 |
| 9                                   | Gheorghe Badara, Constantin Ciocan, Ion Cosma, Emil Rusu                        | Roumanie         | 2 h 31 min 22 s 96 |
| 10                                  | Wilde Baridón, Vid Cencic, Francisco Pérez, Ricardo Vazquez                     | Uruguay          | 2 h 31 min 36 s 74 |
| 11                                  | Andrzej Bławdzin, Józef Beker, Jan Magiera, Rajmund Zieliński                   | Pologne          | 2 h 31 min 44 s 70 |
| 12                                  | János Juszkó, András Mészáros, László Mahó, Ferenc Stámusz                      | Hongrie          | 2 h 32 min 19 s 96 |
| 13                                  | Leopold Heuvelmans, Roland De Neve, Roland Van De Rijse, Albert Van Vlierberghe | Belgique         | 2 h 32 min 54 s 40 |
| 14                                  | Burkhard Ebert, Gunter Hoffmann, Peter Glemser, Immo Rittmeyer                  | Allemagne        | 2 h 33 min 37 s 45 |
| 15                                  | Robert Addy, Michael Cowley, Derek Harrison, Colin Lewis                        | Grande-Bretagne  | 2 h 34 min 31 s 94 |
| 16                                  | Erwin Jaisli, Hans Lüthi, Louis Pfenninger, René Rutschmann                     | Suisse           | 2 h 34 min 39 s 19 |
| 17                                  | Adolfo Belmonte, Antonio Duque, Moisés López, Porfirio Remigio                  | Mexique          | 2 h 38 min 14 s 55 |
| 18                                  | Laurence Byers, Arthur Candy, Max Grace, Richard Johnstone                      | Nouvelle-Zélande | 2 h 38 min 37 s 35 |
| 19                                  | Takehisa Kato, Masashi Omiya, Yoshio Shimura, Hirotsugu Fukuhara                | Japon            | 2 h 40 min 13 s 27 |
| 20                                  | Michael Hiltner, John Allis, Michael Allen, Wesley Chowen                       | États-Unis       | 2 h 40 min 30 s 13 |
| 21                                  | Rubén Gómez, Pablo Hernández, Javier Suárez, Pedro Sánchez                      | Colombie         | 2 h 40 min 59 s 99 |
| 22                                  | Davoud Akhlagi, Mashallah Amin-Sorour, Esmaeil Hosseini, Akbar Poudeh           | Iran             | 2 h 43 min 39 s 16 |
| 23                                  | Yanjingiin Baatar, Luvsangiin Buudai, Erkhemjants Luvsan, Choijiljaviin Samand  | Mongolie         | 2 h 48 min 55 s 57 |
| 24                                  | An Byeong-hun, Jo Seong-hwan, Hong Seong-ik, Lee Seon-bae                       | Corée du Sud     | 2 h 52 min 18 s 39 |
| 25                                  | Deng Chueng-hwai, Her Jong-chau, Shue Ming-shu, Yang Rong-hwa                   | Corée du Nord    | 2 h 53 min 28 s 59 |
| 26                                  | Suleman Ambaye, Fisihasion Guebreyesus, Yemane Negassi, Mikael Salimbeni        | Éthiopie         | 2 h 53 min 52 s 25 |
| 27                                  | Ret Chhon, Khem Son, Van Son, Yi Yuong                                          | Cambodge         | 2 h 56 min 59 s 87 |
| 28                                  | Suwan Ornkerd, Vitool Charernratana, Tarwon Jirapan, Chainarong Soponpong       | Thailande        | 2 h 57 min 4 s 72  |
| 29                                  | Norberto Arceo, Daniel Olivares, Cornelio Padilla, Arturo Romeo                 | Philippines      | 2 h 59 min 58 s 60 |
| 30                                  | Chow Kwong Choi, Chow Kwong Man, Mok Sau Hei, Michael Watson                    | Hong Kong        | 3 h 3 min 26 s 10  |
| 31                                  | Huỳnh Anh, Nguyễn Văn Khoi, Nguyễn Văn Ngan, Trần Văn Nen                       | Viêt Nam         | 3 h 8 min 59 s 35  |
| 32                                  | Tjow Choon Boon, Ng Joo Pong, Choy Mow Thim, Arulraj Rosli                      | Malaisie         | 3 h 11 min 47 s 02 |
| —                                   | Amar Singh Billing, Dalbir Singh Gill, Chetan Singh Hari, Amar Singh Sokhi      | Inde             | abandon            |

## Sources
- (en) Cet article est partiellement ou en totalité issu de l’article de Wikipédia en anglais intitulé « Cycling at the 1964 Summer Olympics – Men's team time trial » (voir la liste des auteurs).

1. ↑  The Games of the XVIII Olympiad - Tokyo1964 - The official report of the Organizing Committee - Volume 1 (lire en ligne [PDF]), p. 133
2. ↑  « The Games of the XVIII Olympiad - Tokyo1964 - The official report of the Organizing Committee - Volume 2 » [PDF], p. 263-269